# رحیم کریم بدیوی
رحیم کریم بدیوی (عربی: رحيم كريم؛ زادهٔ ۲ فوریهٔ ۱۹۵۲) بازیکن فوتبال اهل عراق بود.
از باشگاه‌هایی که در آن بازی کرده‌است می‌توان به باشگاه ورزشی المینا اشاره کرد.
وی همچنین در تیم‌های ملی فوتبال زیر ۲۳ سال عراق و عراق بازی کرده‌است.